# Afanassi Nikitin

Denkmal für Afanassi Nikitin am gleichnamigen Platz in Twer

Afanassi Nikitin (russisch Афана́сий Ники́тин, englisch Afanasy Nikitin; † Ende 1472 bei Smolensk) war ein mittelalterlicher russischer Reisender und Kaufmann aus Twer und einer der ersten Europäer, die eine dokumentierte Reise nach Indien unternahmen. Er beschrieb seinen Aufenthalt in einer Erzählung, die unter dem Namen Reise über drei Meere bekannt ist. 1955 wurde ihm zu Ehren in seiner Geburtsstadt am Ufer der Wolga ein bronzenes Denkmal errichtet. Darüber hinaus ist er Namensgeber für den Nikitin-Gletscher in der Antarktis.

## Leben
Im Jahr 1466 verließ Nikitin Twer für eine Handelsreise nach Indien. Auf einem Schiff reiste er die Wolga hinunter bis zum Kaspischen Meer. Unterwegs wurde er von Tataren ausgeraubt, und viele seiner Männer wurden getötet. Er segelte weiter nach Derbent im heutigen Dagestan, danach nach Baku und später nach Persien, wo er ein Jahr lang lebte. Im Frühjahr 1469 erreichte Nikitin auf dem Landweg Ormus und überquerte per Schiff das Arabische Meer. Er ging im späteren Sultanat Golkonda an Land und verbrachte dort weitere drei Jahre.
Auf seiner Reise haderte er mit den Ungläubigen und handelsmäßig war seiner Reise keinerlei Erfolg beschieden.
Auf dem Weg zurück besuchte Nikitin den afrikanischen Kontinent (Somalia) sowie Maskat und Trapezunt. 1472 erreichte er nach der Überquerung des Schwarzen Meeres die krimtatarische Hafenstadt Kefe, das heutige Feodossija auf der Krim. Auf dem Weg nach Twer starb Nikitin in der Nähe von Smolensk im Herbst desselben Jahres.
Während des dreijährigen Aufenthaltes in Indien beobachtete Nikitin die Bevölkerung, das soziale System des Landes sowie seine Regierung, Wirtschaft, Religion, Traditionen und Natur. Nikitin hinterließ umfangreiches Material, das bis heute als wertvolle Quelle über Indien im 15. Jahrhundert dient.